# Ascidia nerea
Ascidia nerea är en sjöpungsart som beskrevs av Kott 1985. Ascidia nerea ingår i släktet Ascidia och familjen Ascidiidae. Inga underarter finns listade i Catalogue of Life.